# Красный (концлагерь)
«Красный» — самый крупный в Крыму лагерь смерти, организованный на территории совхоза «Красное» вблизи Симферополя (посёлок Мирное) немецкими оккупационными властями при пособничестве коллаборационистов. До его освобождения Красной армией в 1944 году, в лагере было замучено около 15 тысяч человек — партизан, подпольщиков, членов их семей.
Лагерь управлялся структурами СД и полиции безопасности. Комендантом был обершарфюрер СС Шпекман, охраной занималось подразделение 152-й батальона шуцманшафта вспомогательной полиции порядка (или иначе называвшегося «Schuma»). В 1944 году кратковременно использовался для содержания немецких военнопленных. В 1944 году и в начале 1970-х годов в совхозе и его окрестностях велись следственные действия по обнаружению массовых захоронений советских граждан и других улик военных преступлений.
После войны совхоз им. Ф. Э. Дзержинского являлся одним из крупных птицеводческих хозяйств Крымской области.
В 2015 году на территории бывшего концлагеря был открыт мемориал.

## История

### Детский дом и совхоз
Совхоз образован в 1921 году. Ряд источников пытается установить его связь с НКВД. Однако доктор исторических наук профессор Олег Романько указывает, что это не более чем «фейки», появившиеся только в 2012 году, когда был поднят вопрос о преступлениях «Шумы» и сооружения памятника жертвам нацизма. Версия о «трудовом лагере» НКВД выдвигалась в попытке создать комбинированный памятник «жертвам сталинизма и нацизма». Романько отмечает, что в 1920—1930 годах в этом месте существовал крымскотатарский детский дом в бывшем имении А. И. Пастака, который незадолго до войны превратили в совхоз, что подтверждается в том числе и немецкими источниками.
В 1939 году совхоз участвовал во Всесоюзной сельскохозяйственной выставке в Москве: 

Отдельный павильон предоставлен крупнейшему птицесовхозу «Красный» Крымской АССР. В этом совхозе, организованном на территории бывших владений помещика Пастака, эксплуататора татарской бедноты, имеется 110 000 голов кур. В 1938 г. совхоз дал 15 миллионов яиц. Механизированные и электрифицированные стенды показывают распорядок дня взрослой птицы в совхозе в различные периоды года. Демонстрируются рационы несушек. На фотографиях показана усадьба совхоза, представляющая собой настоящий благоустроенный городок с прекрасными жилыми домами, водопроводом, электричеством, телефонной связью. В совхозе выходит своя печатная газета, есть школа, клубы, бани, парикмахерская.— Всесоюзная сельскохозяйственная выставка: Путеводитель
В первом полугодии 1941 года совхоз дал 9.2 млн шт. яиц. Был организован селекционный отдел и инкубатор. Хозяйство рассматривалось как образцовое.

### Лагерь смерти
В годы Великой Отечественной войны, после оккупации Крыма, на месте совхоза оккупационными властями 11-й армии был построен концлагерь (аналогичные лагеря находились и в других пунктах Крыма, например непосредственно в городской черте Симферополя — «Картофельный городок»).
Лагерь на территории совхоза был построен в 1942 году и состоял из деревянных бараков, вместимостью по 60 человек каждый. Территория была огорожена колючей проволокой в два ряда. Согласно заключению комиссии по расследованию, в лагере проводилось массовое уничтожение узников путём истязаний, расстрелов, отравления газом в специально оборудованных автомобилях («душегубках»), сожжения на кострах, сбрасывания в колодец живыми, замучено свыше 8 тысяч человек.

### После войны
После 1953 года «Красный» снова стал совхозом, позднее получил имя Ф. Э. Дзержинского, позднее Научно-производственный центр мясного птицеводства. Директором совхоза «Красный» в 1955—1973 годах был В. Ф. Марчик, бывший первый заместитель начальника Главного управления милиции МГБ СССР, комиссар милиции 2-го ранга в отставке, почётный гражданин Мирновского сельского совета.
Бригадир бройлерной фабрики совхоза «Красный» Н. Я. Карташова (Пелагенко) в 1976 году стала Героем Социалистического Труда.
В опытном хозяйстве Украинского научно-исследовательского института птицеводства Украинской академии аграрных наук (УНИИП УААН) совхозе «Красный» Симферопольского района (позднее Научно-производственный центр мясного птицеводства) построена первая в СССР экспериментальная бройлерная фабрика по выращиванию более 3 млн мясных цыплят-бройлеров в год. Здесь разрабатывалась и совершенствовалась технология бройлерного производства птицы. В совхозе были построены многоэтажные дома, филиал УНИИП УААН, общежитие, столовая, детский сад, комбикормовый завод, котельные, благоустроены улицы.

### Расследование преступлений
Весной-летом 1944 года лагерь кратковременно использовался советскими войсками для содержания военнопленных 17-й армии вермахта. Во второй половине апреля 1944 года начались работы по эксгумации, опознанию и перезахоронению жертв массовых казней. Они фиксировались следственными органами и операторами кинохроники, в том числе И. А. Запорожским.
Из воспоминаний очевидца эксгумации казнённых 10 апреля 1944 года подпольщиков группы «Соколы» — актёров Крымского академического театра имени М. Горького: «На раскопках этой братской могилы присутствовали сотни людей. Раскапывали пленные немцы. Слой за слоем. Укладывали на поле. Кого опознавали — увозили хоронить. Опознали и всех работников театра. Добросмыслов был очень худой, изможденный, в нижней сорочке, Александра Федоровна — в жёлтой кофточке и коричневой юбке, обувь снята. Все были расстреляны в затылок, только одному Добросмыслову, который, видно, обернулся и крикнул что-то в лицо врагам, пуля вошла спереди и раздробила челюсть, а Барышев в последний момент смог выдернуть руки из проволоки и обнял Савватеева, так они вместе и лежали».
К началу 1970-х годов следствием были в основном установлены и объявлены в розыск основные виновные в злодеяниях: бывший начальник концлагеря лейтенант Шпекман Карл, его заместитель Гунце Ганс и Рейнер Ганс, комендант лагеря Краузе Пауль, командир батальона «СД» Рот Вильгельм Ганс, его заместитель Штеккан Ганс, командир роты Ширинский Ягъя, унтер-офицер Аппель Фрид — сотрудник «СД» в лагере, сотрудник концлагеря Айзель, начальник канцелярии лагеря Комерляндер Отто, начальник «СД» Крыма и Таврии оберштурмбанфюрер Цапп Пауль, заместитель начальника «СД» города Симферополя Гирке, начальник следственного отдела «СД» Вихерт, следователь «СД» Пантельман, полицай-фюрер Крыма генерал Л.-Г. фон Альвенслебен, военнослужащие охранной роты «СД», тайной полевой полиции и румынского контрразведывательного органа «Центр-Н», 147-го и 152-го батальона шуцманшафта.
В 1970-е годы на территории концлагеря повторно проводились раскопки в связи с обнаружением новых массовых захоронений. Из-под земли были извлечены останки нескольких тысяч жертв и торжественно перезахоронены в братской могиле. На месте массовых казней была установлена мемориальная стела и иные памятные знаки.
В 1970—1971 годах органами госбезопасности Украины были разысканы и привлечены к уголовной ответственности по ч. 1 ст. 56 УК УССР «Государственная измена» бывшие служащие 152-го шуцманшафтбатальона — Теймук Ходжаметов, Абкадар Абжелилов, Шевкет Салаватов, Якуб Куртвелиев, Семён Парасотченко и Николай Кулик.
Ход процесса широко освещался в прессе, через печать разыскивались потерпевшие и свидетели. Процесс описан, например, в книге Героя Советского Союза М. В. Авдеева «У самого Чёрного моря». Дело рассматривала выездная сессия военного трибунала Краснознаменного Киевского военного округа. Председатель суда полковник юстиции А. Е. Бушуев, государственный обвинитель полковник юстиции П. И. Модленко. Особое место в процессе занял эпизод массовых казней у ям в Дубках и у двух колодцев в самом лагере смерти Красный в ночь с 10 на 11 апреля 1944 года. Показания давал бывший сослуживец подсудимых Курмамбет Сейтумеров. Он называл каждого убийцу поименно, со всеми был лично знаком.
Ходжаметов, Абжелилов, Салаватов, Куртвелиев и Парасотченко были приговорены к расстрелу, а Кулик — 15 годам исправительно-трудовых лагерей.
На судебном процессе 1974 года под председательством Героя Советского Союза, полковника юстиции Е. Б. Фрадкова судили Шихая Асанова, Нарсулу Мензатова, и Энвера Менаметова. Подсудимый Мензатов, во время допроса подтвердил слова свидетеля о режиме, царившем в лагере смерти на территории совхоза «Красный». В частности он показал, что в лагере умирали многие «по нескольку человек в день. От голода, дизентерии, непосильного труда, от побоев. Их хоронили сами заключенные. Недалеко от пруда. Там было большое кладбище. Перед нашим бегством немцы сравняли его с землей, чтобы никто не знал об этом. Так приказал комендант»..

## Мемориал
Первый памятник жертвам на территории совхоза был установлен в 1950-е годы. Четырёхгранный обелиск первоначально имел надпись «От комсомольцев Симферопольского района коммунистам и комсомольцам погибшим в годы Великой Отечественной войны от зверской расправы немецких фашистов». В настоящее время он стал частью более крупного мемориального комплекса.
28 ноября 2012 года депутаты Верховного Совета Крыма приняли Постановление об объявлении бывшего концлагеря историческим памятником местного значения «Концлагерь „Красный“».
После перехода Крыма к Российской Федерации 8 мая 2015 года, спустя 70 лет после окончания Великой Отечественной войны, был открыт мемориал узникам концлагеря «Красный», посвящённый всем жертвам нацистов и их пособников в Крыму:
- 71 921 человек было ими убито в Крыму;
- 85 447 человек были угнаны в Германию и многие погибли там на работах.

Памяти жертв нацизма и коллаборационизма зажжён вечный огонь. В мае 2016 года состоялось открытие второй очереди мемориала — «Сквера памяти».
Мемориальный комплекс состоит из мемориала памяти с братской могилой и Сквера памяти на месте сожжения. Братская могила расположена в центре участка мемориала памяти. Здесь же располагается обелиск и три знака на колодцах смерти. Общая ландшафтная идея Сквера памяти — центральная площадь, засыпанная серой гранитной крошкой, как символ выжженной земли. В центре площади скульптура человека со связанными за спиною руками. Храм-часовня Всех крымских святых располагается в стороне от аллеи. Имеет строгую рубленую форму в стиле знаков на колодцах смерти и обелиска.